# Sabine Everts
Sabine Christine Everts, nemška atletinja, * 4. marec 1961, Düsseldorf, Zahodna Nemčija.
Nastopila je na poletnih olimpijskih igrah v letih 1984 in 1988, leta 1984 je osvojila bronasto medaljo v sedmeroboju. Na evropskih prvenstvih je leta 1982 prav tako osvojila bronasto medaljo, na evropskih dvoranskih prvenstvih pa zlato in bronasto medaljo v skoku v daljino.